# El Makarem de Mahdia
El Makarem de Mahdia (arabe : مكارم المهدية) est un club omnisports basé à Mahdia en Tunisie et fondé en 1937.
Il comporte notamment deux sections :
- El Makarem de Mahdia, section de football, créée en 1939 ;
- El Makarem de Mahdia, section de handball, créée en 1962.